# T30自走榴彈砲
T30自走榴弹砲（英語：T30 Howitzer Motor Carriage）是一款美國陸軍在第二次世界大戰中所使用的自行火炮，係因1941年美國裝甲部隊對突擊砲的需求而產生。由於T30只是一個在全履帶式設計出現前的過渡產品，因此在全履帶式設計出現後即停產。
T30自走榴彈砲由懷特發動機公司生產，而T30實際上也就只是一台稍加修改後，安裝了一門75毫米M1榴彈砲的M3半履帶車。T30在1942年11月北非戰場中首次投入作戰，入侵義大利和大君主行動中亦能看見T30的身影，且似乎也曾投入使用於太平洋戰場。部分T30被租借給法國軍隊，且被用於1950年代的第一次印度支那戰爭。

## 规格
由於是以M3半履帶裝甲運兵車為基礎，T30的外觀與M3十分相似。T30的車身長20英尺7英寸（6.27），寬7英尺3.5英寸（2.223），高8英尺3英寸（2.51），重10短噸（9.1公噸）。T30有兩套不同的懸吊系統，履帶採用垂直渦形彈簧，前輪則使用板片彈簧。T30可酬載最多60美制加侖（230公升）油料，在加滿油的情況下，能以40英里每小時（64每小時）的速度行駛150英里（240）。T30採用147匹馬力（110千瓦特）的懷特160AX（White 160AX）386立方英寸（6,330立方）6汽缸汽油引擎，壓縮比為6.3:1，而推重比為15.8匹馬力每公噸。

### 火炮規格
T30的主要武器是一門短管3英寸（76）榴彈砲。這門75毫米M1榴彈砲的最大俯角為9度、最大仰角50度，左右射界各22.5度。T30自身可裝載60發75毫米備彈，雖然T30並非用來進行反裝甲任務，其仍配有可穿透3英寸（76）裝甲的高爆反坦克彈。T30的炮擋厚0.375英寸（9.5），可阻擋250英尺（76）外襲來的7.62毫米（.30口徑）子彈。

## 研發
T30自走榴彈砲是為了滿足美國裝甲部隊裡，戰車及裝甲偵查單位對突擊砲的需求而產生的過渡設計。陸軍軍械處以M3半履帶車為設計基礎，以便其可以盡速入役。裝備M1A1 75毫米榴彈砲的原型車在1941年8月獲得批准，該火炮安裝在M3後方的一個簡易箱形結構中。
两輛原型車在1942年1月獲得生產授權後，懷特發動機公司便在次月交付了第一批T30。由於T30被视为過渡方案，因此從未獲得正式的型號。1942年9月，將同種火炮安裝在M5斯圖亞特坦克底盤上的M8自走炮取代了部分T30，T30此後也變為「受限規格」。总共有500輛T30被懷特發動機公司生產出來。
| 月份      | 數量(台) |
| --------- | -------- |
| 1942年2月 | 50台     |
| 3月       | 94台     |
| 4月       | 168台    |
| 5月       | 0台      |
| 6月       | 0台      |
| 7月       | 0台      |
| 8月       | 0台      |
| 9月       | 0台      |
| 10月      | 0台      |
| 11月      | 188台    |
| 總數      | 500      |

## 服役紀錄
T30在1942年11月正式服役，並在北非戰場中首次投入戰鬥。第1装甲师下的各個装甲團配備有12輛T30，團中的偵查排會分配到其中3輛，剩下的9輛則會平均分配到3個營部連下的突擊炮排中。此外，第6和第41装甲步兵團也都配裝了9輛T30，並同樣平均分配到了各裝甲步兵營營部連中的突擊炮排。
北非戰場的大多數步兵師，都會有一個配備6輛T30和2輛T19自走炮的「大炮連」（Cannon company）。在北非的一次戰鬥中，T30曾被用來攻擊德国坦克。幾輛T30進行了數次齊射，但其低初速的榴彈炮實在是難以對其造成傷害，隨後T30收到命令，藉著煙霧撤退以避免损失。在碰到幾次类似的狀況後，美軍便停止使用自行榴弹炮或迫击炮直擊敵方坦克的作戰方式。
1943年的西西里島戰役和1944年的義大利戰役中，也能看見T30的身影，而太平洋戰爭中可能也有T30被投入作戰。隨著步兵營的編制改動，步兵營中的T30在1943年3月被拖曳式榴彈炮所取代。幾乎同時與T30入役的M8自走榴彈炮，最終也取代了T30。共計312輛T30交付給了軍隊，其餘的188輛則在交付前便转换回了M3半履帶車。美国后来將部分T30租借給了法軍，並被法軍用於第一印度支那战争中，此後T30在1950年代退役。

### 引文
1. ↑  Ness 2002，第207頁.
2. 1 2  Bishop 1998，第81頁.
3. 1 2  Berndt 1993，第152頁.
4. ↑  Yeide 2008，第40頁.
5. ↑  Hoffman & Staary 2013，第149頁.
6. ↑  Torriami & Dennis 2014，第45頁.
7. 1 2 3 4  Zaloga 1994，第36-37頁.
8. 1 2  Hunnicutt 2001，第118-121頁.
9. ↑  Chamberlain & Ellis 1969，第189頁.
10. ↑  Mesko 1996.
11. ↑  Doyle 2011，第393頁.
12. ↑  Green & Green 2000，第44-46頁.
13. ↑  Ness 2002，第193頁.
14. ↑  War Production Board and Civilian Production Administration. : 232. 1947-05-01.
15. ↑  Zaloga 2011.
16. ↑  Zaloga 1999，第21-22頁.
17. ↑  Zaloga 2013，第21頁.
18. ↑  Hunnicutt 1992，第321頁.
19. ↑  Green 2014，第298頁.

## 相關書籍
- Hogg, Ian V.; Perrett, Bryan. . Harlow, UK: Longman. 1989. ISBN 978-0-582-89328-3.
- Hunter, Kenneth E. . United States Army in World War II. Washington, DC: Government Printing Office. 1951. ISBN 0-16-087289-8.
- Yeide, Harry. . St. Paul, MN: Zenith Press. 2006. ISBN 978-0-7603-2329-8.

## 外部联結
- T30 75 毫米自走榴弹炮， History of War網站
（页面存档备份，存于）